# Antonio Domenico Triva

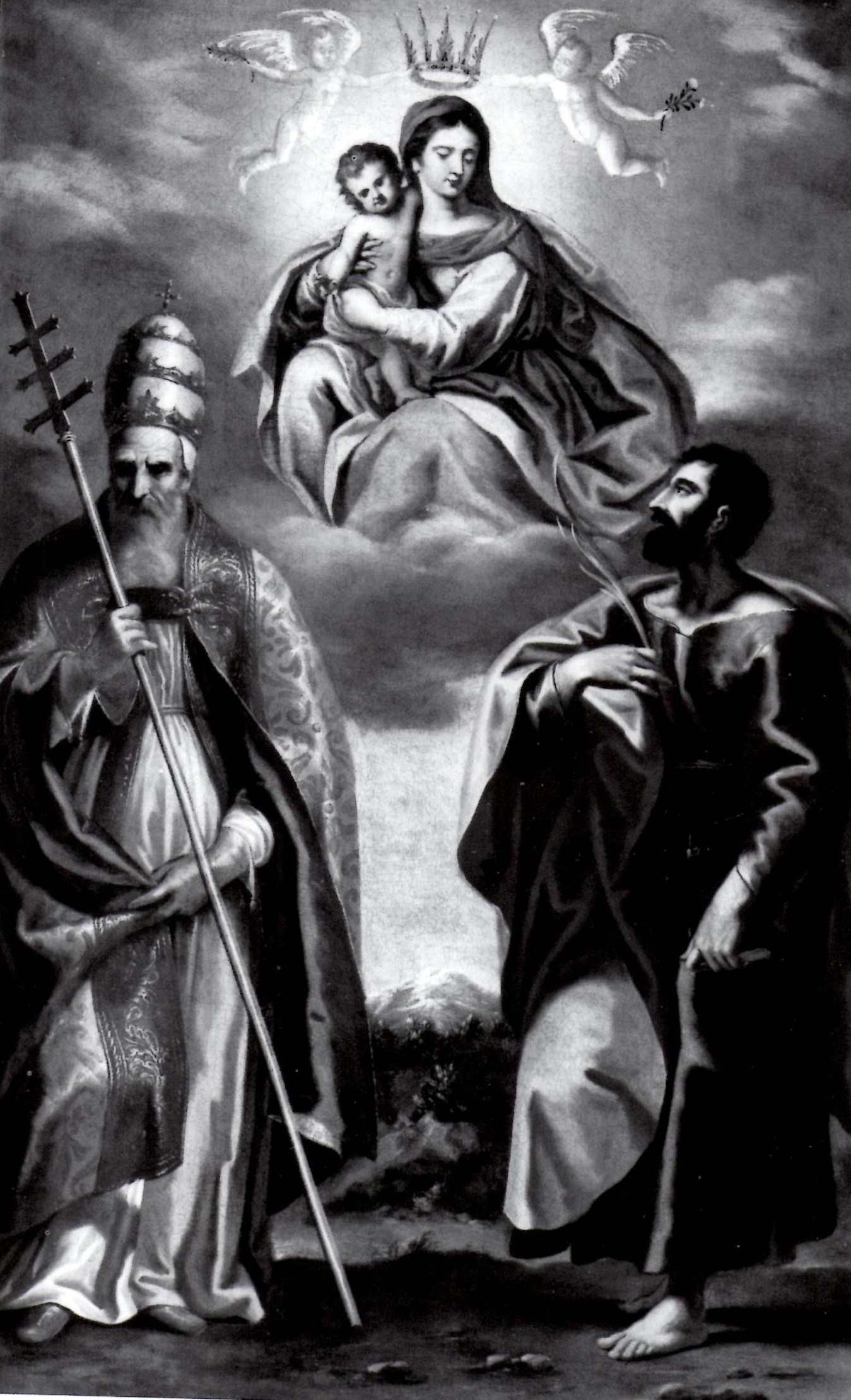
Notre Dame des neiges avec saint Sylvestre et saint Fermant, huile sur toile,, 1665, église paroissiale de Notre-Dame des Neiges, Belluno

Antonio Domenico Triva (né à Reggio d'Émilie le 4 août 1626 - mort près de Munich le 18 août 1699) est un graveur et peintre italien, figure importante de l'art vénitien du XVIIe siècle. Sa peinture reprend une base typiquement baroque. Il peint essentiellement des huiles sur toile, décore des résidences et palais de Bavière et réalise une série de gravures encore peu connue.

## Biographie

### Années en Italie (1626 – 1669)
Fils aîné de Francisco Triva et de Barbara Zanichelli, Antonio Domenico Triva naît à Reggio d'Émilie, alors dans les États pontificaux, le 4 août 1626. Au cours de sa formation son père fut son véritable premier maître. Francisco Triva était un peintre de talent. Il bénéficie aussi des leçons de Luca Ferrari. À un peu plus de quinze ans, son fils Antonio fit rapidement partie de la culture vénitienne, bien qu'il fût originaire de Reggio (il est appelé « Veneziano » ou « Viniciano » sur certains documents émis hors de la ville). Durant son séjour vénitien, son art, encore débutant, était basé sur un style classique et académique. Malgré sa présence à Venise, cependant, il ne semblait pas vouloir se démarquer des autres artistes de talent. Il déménagea ensuite en Émilie, où les seuls documents sur ses activités sont des œuvres peintes pour le sanctuaire de l'église de Maria di Campagna à Piacenza, les tableaux Moïse sauvé des eaux (1648) et Esther devant Assuérus (1648 - 1649). Par ailleurs, toujours pendant son séjour à Piacenza, on trouve la gravure de Pietro Maria Campi De l'histoire ecclésiastique de Piacenza (1651 - 1652), qui montre à quel point Triva était apprécié en Émilie.
Après son séjour en Émilie, Triva retourne en Vénétie et réalise des œuvres importantes, principalement à Padoue et Venise. De 1657 à 1658 Triva fut appelé à effectuer deux œuvres pour une série de peintures commémoratives à l'intérieur de l'église de Notre-Dame de la Délivrance à Rovigo, avec des artistes tels que Maffei, Liberi et Zanchi. Les deux œuvres en question sont situées de chaque côté de l'autel : la première représente la Vierge et l'Enfant, saint Roch et un provveditore à la santé (1656 - 1657), et l'autre un Surintendant à la santé à genoux devant la Vierge et l'Enfant avec saint Sébastien. Dans les deux tableaux, les différents éléments de la composition créent une atmosphère spéciale et la peinture est parfaitement adaptée au cycle. Les autres peintures de l'époque de Rovigo sont Martyre de Saint-Aurelio (1686), La Couronne d'épines, Transport de la Croix et La Crucifixion.
Après ce bref séjour, Antonio Triva retourne travailler à Venise, où il réalise une Mère à l'Enfant avec le portrait d'un gardien (1659) pour l'école de la Charité et d'autres toiles aujourd'hui perdues.
Durant cette période, Boschini, grand connaisseur de Triva, brosse un portrait très clair du peintre dans sa Lettre de navigation pittoresque (1600), affirmant que le peintre utilisait sa main gauche, celle du cœur, pour peindre : 

« […] Triva qui trois fois a lié 

L'art à la Nature si poli,

Avec invention, dessin et coloris,

qui étonne tout le monde, de temps en temps,

[…] Il n'y a pas de Cavalier dans cette ville

Qui ne veuille avoir de ce sujet

quelque beau tableau, mais reste arrêté

Il les garde pour une exquise rareté […] »

Ensuite Triva travailla également à Turin et Brescia. En particulier, l'autel de la Sainte Famille et de l'Immaculée Conception (1665) appartiennent à la période de Turin. Quant à ses activités à Brescia, elles sont marquées par des œuvres particulièrement réussies comme le retable de la sacristie du sanctuaire de Santa Maria delle Grazie, où il représenta la Nativité de la Vierge (1665 - 1669).
Sa dernière œuvre avant de quitter l'Italie pour la Bavière serait M. Veneranda (1667 – 1669). Elle est conservée au Musée civique de Padoue. C'est une toile très animée aux couleurs vives et dynamiques. Elle présente de nombreuses similitudes avec d'autres réalisées en Bavière, par exemple, le retable de M. Ursula à Landshut.

### Années en Bavière (1669 – 1699)
« En l'année 1669, moi Antonio Triva humblissime et obséquissime Serviteur des l'Altesses Sérénissimes Électorales, j'ai eu l'honneur d'être appelé à ce Service Électoral pour peindre, pour ce travail on me demanda quelles étaient mes prétentions, j'ai répondu qu'à Venise ma patrie, mon salaire annuel était de deux mille ducats et qu'en cela je m'en remettais à la bonté de Vos Altesses Électorales ; à ma proposition il fut répondu par la remise de l'argent pour le voyage et que je devais venir sans autres prétentions, que de cela Mon[sieu]r Gisberti pouvait toujours s'en occuper, tandis que je recevais l'ordre de lui-même. »

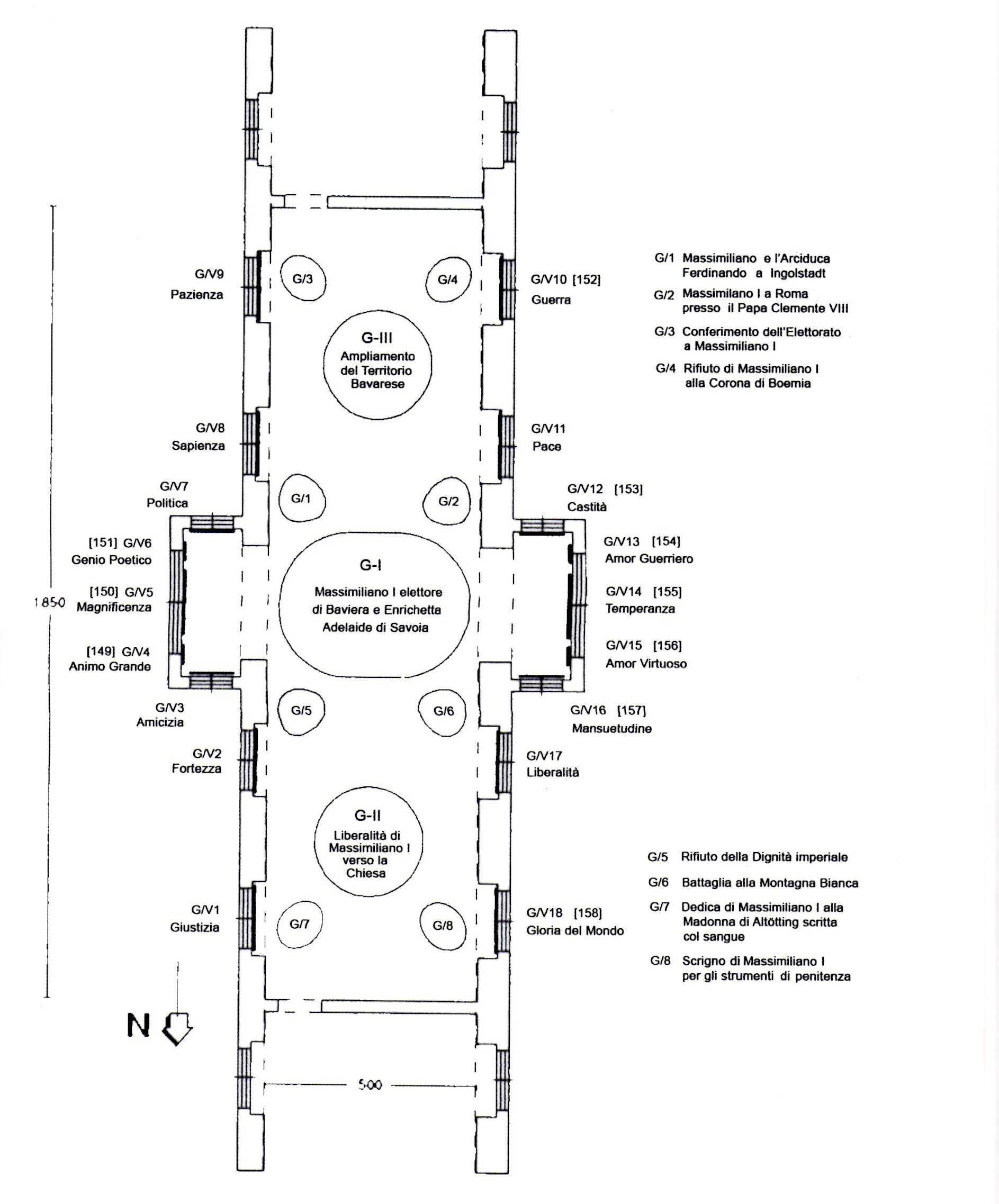
Plafond de la Galerie, château de Nymphenburg

De cette lettre, on déduit que Triva connaissait le secrétaire et poète de la cour Domenico Gisberti et que ce dernier sembla avoir influé au moins sur la décision de Triva de déménager en Bavière. Ainsi commence la seconde et longue période de sa carrière artistique, bien que ça n'ait pas eu d'influence notable sur sa peinture.
Dans la seconde partie du XVIIe siècle la situation européenne, en particulier à Munich, était marquée par le désir d'un profond renouvellement artistique et culturel. Après la fragmentation de l'Allemagne suivant la guerre de Trente Ans, l'objectif prioritaire était de reconstruire la ville, ce qui attira au nord de nombreux artistes, la majorité venant d'Italie septentrionale : sculpteurs, architectes, constructeurs, tous centrés sur la nouvelle mode et le nouveau style qui modifiait si profondément la culture européenne.
La peinture italienne était très appréciée en Bavière, et celle de Triva était un bon moyen de connaître l'activité culturelle vénitienne et de l'importer dans le pays.
Le travail de Triva continua jusqu'à 1699, tandis qu'entre 1669 et 1675 une documentation plus importante et plus détaillée nous est parvenue. À travers les différents contrats, Triva fit partie de l'environnement de la cour et fut défini par Boschini ainsi : « le virtuose peintre très bien vendu et traité »
À cause de controverses avec l'administration de la cour, commença pour Antonio Triva un déclin professionnel et familial. Peu après la mort de son épouse et de son fils, le peintre est rappelé à la cour (où il travailla jusqu'en 1687) pour la mort d'Henriette Adélaïde de Savoie. À la même période, la situation d'artiste et d'homme de culture italien à la cour de Bavière devint précaire. Les seules œuvres confiées pendant ces années à Triva furent des autels pour des églises de Bavière.
La situation se précipite en 1693 avec le refus du Geheimrat d'accorder le retour dans son pays à Triva malade et à la recherche d'argent pour survivre ainsi qu'à son fils. Trois ans après une paralysie de la main, il fut transféré dans un petit village, Sendling, aux portes de Munich où il mourut le 18 août 1699.

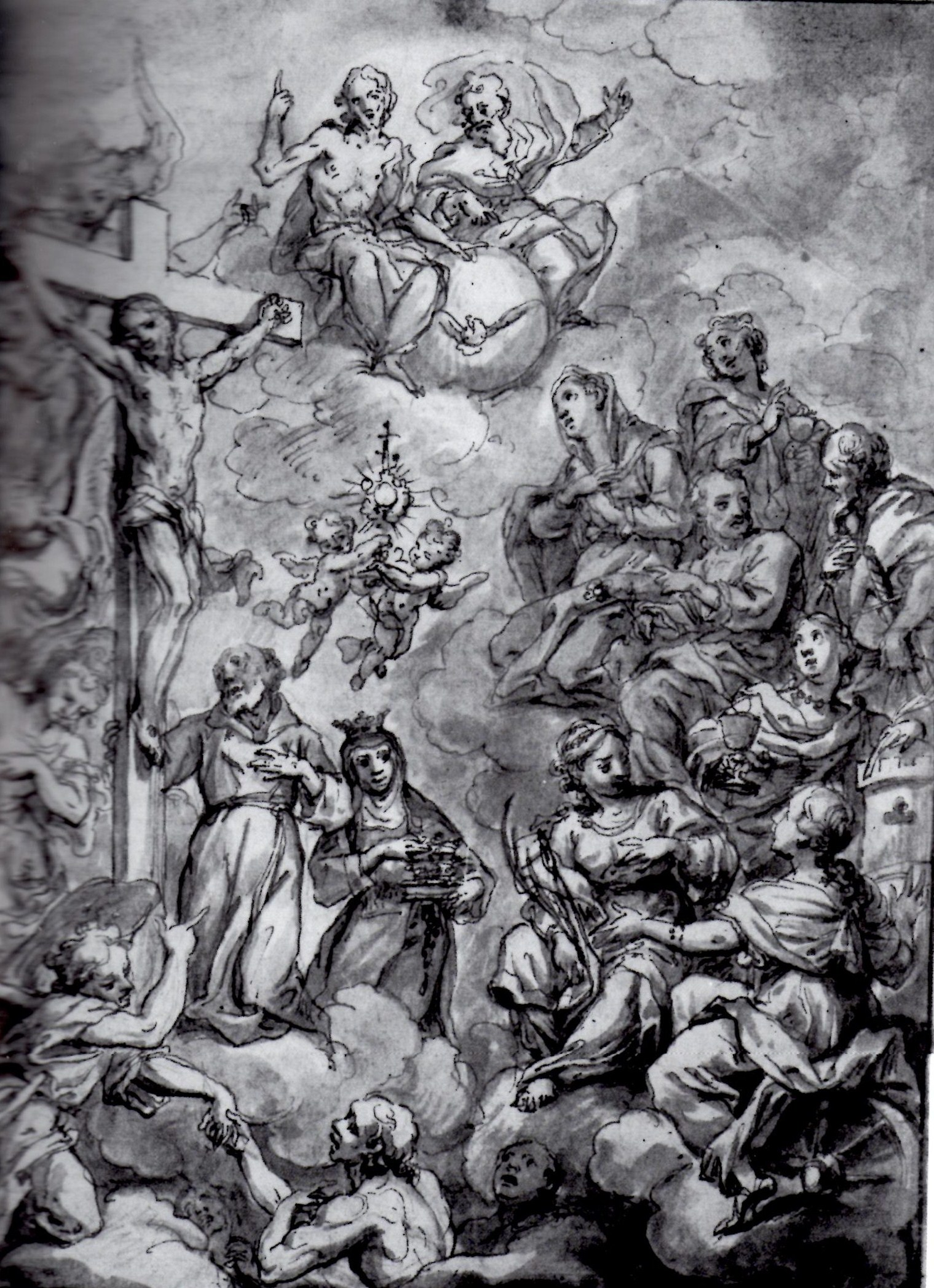
Les Sept Refuges (Die sieben Zufluchten).